# Лепина
Лепина је насеље у општини Липљан на Косову и Метохији. По законима самопроглашене Републике Косово насеље се налази у саставу општине Грачаница. Атар насеља се налази на територији катастарске општине Лепина површине 495 ha.

## Порекло становништва по родовима
Само су староседеоци имали своју земљу, док су досељеници били слуге. Чифлик је имао више господара.
Подаци из 1933
Српски родови:
- Рајковићи (6 k., Св. Тома), староседеоци.
- Живићи (2 k., Св. Никола), староседеоци.
- Живковићи (1 k., Ђурђиц). Пресељени из Косина средином XVIII века.
- Бабићи (7 k., Св. Јован Милостиви). Доселили се на прелазу XVIII века у XIX века из Оптеруше у Метохији, да се не би „потурчили“ као што су то учинили њихови „одељаци“. Њихов род у Радеву и Лапљем Селу носи презиме Шалтини.
- Дрмончићи (2 k., Св. Стефан). Пресељени око 1860. године из истоименог рода у Ливађу, даља старина непозната.
- Рашићи (1 k., Св. Никола). Пресељени око 1900. год. из истоименог рода у Добротину. Даља старина им је у околини Штимља.

Албански мухаџирски род:
- Влиана (3 k.), од фиса Шкреља. Досељени из Топлице 1887. год.

У селу је 1933. било и 7 кућа Рома муслимана, који су се често селили по Косову.
Качаци су запалили део села 25/26. августа 1924; занимљиво да су краљ и краљица у то време били недалеко одатле, у Липљану, на путу за устоличење патријарха Димитрија у Пећи.

## Демографија
Насеље има српску етничку већину.
Број становника на пописима:
- попис становништва 1948. године: 343
- попис становништва 1953. године: 413
- попис становништва 1961. године: 453
- попис становништва 1971. године: 425
- попис становништва 1981. године: 455
- попис становништва 1991. године: 498